# جوزيف فان دير فودت
جوزيف فان دير فودت هو مبارز بالسيف بلجيكي، مثّل بلاده في الألعاب الأولمبية الصيفية 1908.

## روابط رياضية
جوزيف فان دير فودت على موقع أوليمبيديا (الإنجليزية)